# Храм Уппсали

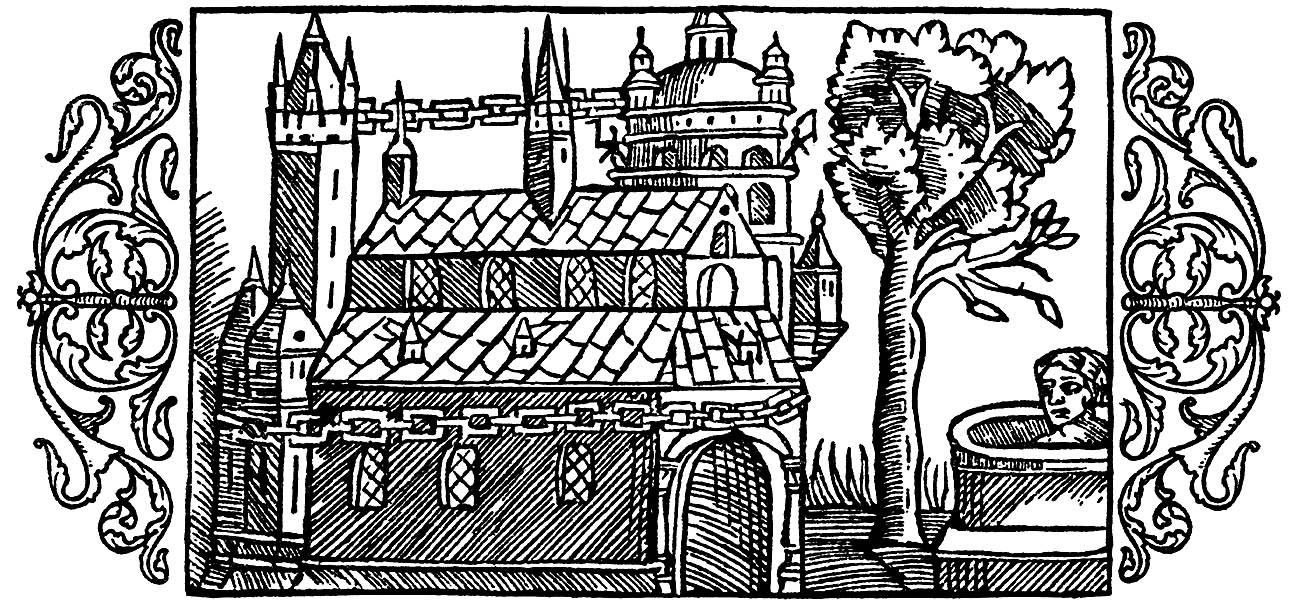
Гравюра Храму в Уппсалі у книзі Олафа Магнуса Historia de Gentibus Septentrionalibus, 1555 р.

Храм Уппсали  —  язичницький храм і релігійний центр, розташований в Швеції в Старій Уппсалі (швед. Gamla Uppsala). Храм згадується в трактаті XI століття Gesta Hammaburgensis ecclesiae pontificum, Адама Бременського і в Колі Земному, написаному в XIII столітті Сноррі Стурлусоном. Існують різні теорії, які намагаються прив'язати Храм до наявних історичних знахідок в Старій Уппсалі.

## Gesta Hammaburgensis ecclesiae pontificum
Твір Адама Бременського «Діяння архієпископів Гамбурзької церкви» дає найбільш докладний опис храму. Адам стверджував, що Храм «названий Убсола» знаходиться недалеко від містечка Сигтуна. Храм прикрашений золотом і золотий ланцюг оперізує його по фронтону. Ланцюг добре видно здалеку всім, хто йде до Храму через особливості ландшафту: храм оточений пагорбами « на зразок амфітеатру ».
Поруч з Храмом є гай для жертвоприношень і стоїть вічнозелене священне дерево (ймовірно тис) з широко розкинутими гілками, а поруч з деревом —  джерело, де так само відбуваються жертвопринесення. Адам запевняє, що є традиція, згідно з якою потрібно кинути в колодязь з джерелом живу людину, і якщо йому не вдасться вибратися назад, то бажання збудеться.
У Храмі люди поклоняються статуям трьох богів, що сидять на строєному троні. Тор, названий Адамом «могутнім», сидить в центрі трону, а Одін (або Водан) і Фрейр сидять по обидва боки від нього. Адам детально описує всіх трьох, порівнюючи їх з римськими богами: Фрейр був зображений з величезним ерегованим пенісом; Одін, на зразок Марса, — в обладунках; Тор — з жезлом, що дало можливість Адаму провести паралелі з Юпітером. У Храмі «... так само вони поклоняються богам, що раніше були людьми, тому що вірять, що за їх героїзм вони стали безсмертними ... ». До кожного з божеств прикріплений священик, який передає божествам жертвопринесення, принесені людьми.
Адам дає детальний опис жертвоприношень, що здійснюються в Храмі. Тору приносять жертвопринесення в разі голоду або мору; Одіну —  в разі війни; а Фрейру — з нагоди весілля.
І «кожні дев'ять років в Уппсалі проводиться фестиваль комун всіх провінцій Швеції; і тим, хто вже прийняв християнство, доводиться відкуповуватися від участі в фестивалі  ». Жертвопринесення відбуваються «в період весняного рівнодення ». Фестиваль і жертвопринесення тривають повних дев'ять днів, і протягом кожного дня приносяться в жертву одного чоловіка і дві тварини. У жертву приносять тільки самців, по дев'ять «кожного [виду] живої істоти», тому що вважається, що їх кров умилостивлює богів. Трупи, принесених в жертву, вивішують в гаю поруч з Храмом. Роща вважається настільки священною, що священним відзначається кожне деревце, за ті смерті, що принесені були в жертву, і ті тіла,що розкладаються там. Тіла собак і коней висять там разом з тілами людей, і, за словами Адама, один добрий християнин нарахував в гаю якось сімдесят два трупа різних особин. Відрази у Адама викликали і пісні, які співали під час церемоній: «їх було так багато і вони були настільки огидні, що краще промовчати про них ».

## Heimskringla
У Сазі про інглінгів з Кола Земного, Сноррі дає евхемерне походження скандинавських богів і правителів, які ведуть свій рід від них. У п'ятому розділі йдеться про те, що аси оселилися на території Швеції і побудували там храми. Один оселився на озері Меларен в місці під назвою Sigtúnir (4 км на захід від Сигтуни). Там він побудував храм і здійснював жертвопринесення згідно з традиціями асів. Він дав притулок священикам храму. Після Ньйорд став мешкати в Ноатуні, Фрейр — в Уппсалі, Геймдалль — в Хімінгбйорзі (давн.- скандин. Himingbjörg), Тор — в Трудванзі, Бальдр — в Брейдаблік .
У десятому розділі, після смерті Ньйрда, Фрейр став конунгом свеїв. Згідно сазі Фрейр «спорудив величезний храм в Уппсалі і зробив його своєю головною резиденцією, де збиралися всі підношення йому, все рухоме і не рухоме майно. Так з'явилися і Великі кургани Уппсали, що підтримуються і донині  ».

## Археологічні свідчення
У 1926 в ході археологічних розкопок в Старій Уппсалі Суні Ліндквіст виявив під церквою стовпові ями. Розташування стовпових ям, уособлювало концентричні прямокутники. Усі наступні численні спроби зробити реконструкцію храму були засновані на цьому відкритті .
Археологи Нейл Прайс і Магнус Алькарп оскаржували твердження, зроблені в 1926 році: «... цей висновок явно не правильний, тому що стовпові ями належать різним періодам будівництва, що може бути доведено стратиграфічго». Використовуючи георадар і інші геофізичні методи, Прайс і Алькарп виявили залишки, інтерпретовані ними як дерев'яні конструкції, під північним трансептом середньовічного собору. Також вони знайшли ще дві будівлі: будова бронзової доби і медову залу епохи вікінгів .